# Григорій IV (неаполітанський дука)
Григорій IV (†915), неаполітанський дука (898—915), син дуки Сергія II.
На той час південь Італії потерпав від нападів сарацинів. Близько 900 Григорій IV зруйнував castrum Lucullanum, неаполітанську фортецю поблизу міста, що запобігти захопленню її сарацинами. Він також зміцнив мури міста та поповнив запаси на випадок тривалої облоги. Григорій підписав договір з князем Атенульфом I та правителем Амальфі, з якими напав на сарацинів та переміг. 2 липня 911 він підписав інший pactum з синами Атенульфа I, князями Атенульфом II і Ландульфом I щодо спірної території Лібурії. 
Того ж року він брав участь у нападах християнських військ на фортецю сарацинів біля Гарільяно. У 915 Григорій приєднався до військ візантійців на чолі з новим стратегом з Барі Нікколо Пічінглі та загонів італійських князів: Іоанна I і Доцібіла II Гаетанських, Гваймара II. Об'єднане військо разом із силами папи Римського Іоанна X і герцога Альберіка I Сполетського перемогли сарацинів у битві біля Гарільяно. 
Григорій недовго тішився результатами цієї перемоги, оскільки помер того ж року. Престол спадкував його син Іоанн II, який також брав участь у зазначеній битві.